# Kyösti Wilkuna
Kustaa (Kyösti) Felix Wilkuna (4. května 1879 Nivala – 12. prosince 1922 Lapua) byl finský spisovatel, redaktor, bílý aktivista, organizátor domoobrany.

## Životopis
Narodil se v rodině Kustaa Wilkuna (1839–1906) a Liisy Kaarlely (1837–1904). Jeho sourozenci byli: Ida Näsälä (1861–1889), Arvid (1869–1919), August (1871–1931), Kaarlo (1874–1949) a Taneli (1881–1941). Roku 1905 se oženil s Johannou Niskalovou, se kterou měl šest dětí: Kalerva (1906–1964), Tellervu (1906–1988), Unta (1908). Taimi (1912–2005), Louhi (1913–1992) a Osma (1916).

### Literární produkce
Wilkuna absolvoval v roce 1903 lyceum v Oulu. Začal studovat na univerzitě v Helsinkách, ale jeho čas brzy zabrala literární činnost, když se stal redaktorem a později šéfredaktorem časopisu Raataja.
Po Velké stávce v roce 1905 se stal dopisovatelem časopisu Kaiku-lehden a krátce byl také redaktorem Mikkelin Sanomat. Literární tvorbu zahájil Wilkuna v roce 1907 sbírkou povídek Novelleja. Vydal několik knih a pracoval také jako knižní recenzent pro různé časopisy. Patřil k aktivistům represivního období a zpočátku psal venkovské povídky, později nacionalistické historické romány, například Dobrodružství Tapaniho Löfvinga za Velké války. V letech 1906–1913 vydal tři sbírky povídek, které Roo Ketvel ve své recenzi považoval za překvapivě moderní, téměř experimentální.

### Politický aktivismus a občanská válka
V únoru 1913 napsal Wilkuna báseň Tulkoho sota, na jejímž konci, „otráven“ mírovými poměry, vyjádřil přání, aby „byla válka a krvavé šaty“. To se splnilo již o rok a půl později, kdy začala první světová válka.
Roku 1918 se podílel na zakládání hasičských sborů v Nivale a okolních městech, které byly předchůdci domoobrany. Wilkuna byl zvolen náčelníkem domoobrany Nivaly, která byla založena v listopadu 1917, a jeho prvním úkolem bylo nakoupit zbraně z Jižní Ostrobotnii. V lednu 1918 byl vyzván, aby se stal šéfredaktorem Bílého Finska, zúčastnil se ale bitvy u Tampere a později i výpravy na Aunus.
Během občanské války, začátkem dubna 1918 založil „bílý“ Wilkuna s některými svými kamarády vlastní polní soud v Kotce a 12. května se podílel na popravě šestnácti zajatých Estonců, o nichž si myslel, že jsou „rudí“ Rusové.
V roce 1920 se s rodinou přestěhoval do domu Marielund, který koupil v Lapua, kde prožil své poslední roky. Wilkuna, který trpěl duševními problémy, se v roce 1922 zastřelil, když mu bylo 43 let.
Synovcem Kyöstiho Wilkuny byl etnolog Kustaa Vilkuna (1902–1980) syn Augusta Wilkuny.

## Dílo
- Novelleja. WSOY, 1907
- Martti Salander, romaani. Otava, 1908
- Yksin elämässä, novelleja. Otava, 1908
- Aikakausien vaihteessa, historiallisia kertomuksia. WSOY, 1910
- Suomalainen linnanneiti, josta tuli kuningatar. WSOY, 1911
- Haaksirikkoiset. WSOY, 1912
- Viimeiset luostariasukkaat, romaani. WSOY 1912
- Tapani Löfvingin seikkailut Isonvihan aikana hänen oman päiväkirjansa pohjalla, 1–2, 1911–1912. Kansa, 1911–1912
- Suomalaisia kohtaloita. WSOY, 1913
- Aikojen yöstä. WSOY, 1914
- Aamun miehiä, historiallinen kuvaelma. WSOY, 1914
- "Riennon" toimitus piirteitä Kolkkalan kaupungin sivistyshistoriasta. Kirja, 1914
- Suomalaisia sankareita, historiallisia kertomuksia. Toisena kirjoittajana Santeri Ivalo. Kirja, 1915
- Erämaan lapset. WSOY, 1915
- Vaikea tie, romaani nykyajalta. Kustantaja tuntematon,1915. Uusi painos, Pilot-Kustannus, 2008
- Suomalaisia sankareita. Historiallisia kertomuksia 1916–1917. Toisena kirjoittajana Santeri Ivalo. Kirja, 1917
- Kahdeksan kuukautta Shpalernajassa. Kirja, 1917
- Kuoleman kynnyksellä, pieni kertomus Suomen vapaussodasta. Suomen ev. luth. pyhäkouluyhdistys, 1918
- Kun kansa nousee, muistelmia ja kokemuksia Suomen vapaussodasta. Kirja, 1918
- Lähimmäisiäni. Kirja, 1919
- Miekka ja sana, historiallisia kertomuksia : 1–2, 2. p. 1919. WSOY, 1919
- Nuorin luokkapuolueemme sen henki ja kokoonpano. Kustantaja tuntematon, 1919
- "Sisäinen pohja lujaksi ja pettämättömäksi!" Kansallinen kokoomuspuolue, 1919
- Vala, historiallinen kuvaelma esitetty Napuen muistopatsaan paljastuksessa kesällä 1920. Kirja 1921
- Suomalaisia sankareita, historiallisia kertomuksia: 2. sarja 1921. Toisena kirjoittajana Santeri Ivalo. Kirja, 1921
- Kotiin, 1-näytöksinen historiallinen näytelmä. Kirja, 1921
- Voiton päivä, historiallinen kuvaelma esitetty Lapuan päivillä 14/7 1921. Kirja, 1921
- Anna Hallman 3-näytöksinen perhekuvaus. Kirja, 1922
- Niilo Skalm, viisinäytöksinen historiallinen murhenäytelmä. Kirja, 1922
- Viirastus. Muut kirjoittajat Juhani Aho ja Johannes Aavik. Kirjastus "Istandik", 1925
- Korri–Kivennavan Leonidas–Lipunkantaja–Päivätyön päättyessä–Karoliinin korvapuusti–Siteet katkeavat. WSOY, 1926
- Historiallisia kertomuksia. WSOY, 1928
- Kertomuksia. WSOY, 1929
- Valitut teokset. WSOY, 1953
- Valitut teokset. Vaikea tie. Aikakausien vaihteessa. Tapani Löfvingin seikkailut. Karisto, 1973
- Vaikea tie. Viimeiset luostarin asukkaat. Karisto, 1983

### V češtině
- Mezi Lopaři – úvod František Sekanina, in: 1000 nejkrásnějších novel... č. 88; ze sbírky Novelleja přeložil Ivan Schulz. Praha: J. R. Vilímek, 1915

### Zdroje
- Fennica
- Wilkunan Jorvaksen-huvilan historiaa (Arkistoitu – Internet Archive)